# Международный альянс по борьбе с гепатитом
Международный альянс по борьбе с гепатитом или Альянс - международная организация, объединяющая группы пациентов, страдающих вирусным гепатитом, и правозащитные организации и ставящая своей целью поднятие статуса гепатита и повышение осведомлённости о нём у широкой публике. Создана в 2007 году. С 2012 года является официальным партнёром ВОЗ. Является инициатором и координатором Всемирного дня борьбы с гепатитом.

## История
Международный альянс по борьбе с гепатитом был основан в 2007 году. Основными целями организации стала борьба с гепатитом и повышение его политического статуса как заболевания, которым страдает более 500 миллионов человек (каждый 12-й житель планеты) и которое ежегодно убивает более миллиона человек. Для сравнения, ВИЧ заражены около 43 миллионов человек.

## Структура
Международный альянс по борьбе с гепатитом включает более 170 организаций-участниц, однако право голоса имеют только группы пациентов, страдающих вирусным гепатитом.

## Президенты
Президент Альянса избирается всеми организациями-участницами, имеющими право голоса, на 4 летний срок, не более двух сроков подряд. В 2010-2014 году президентом является Чарльз Гор.